# Vorstelijk graafschap Störnstein
Het vorstelijk graafschap Störnstein was een tot de Beierse Kreits behorend vorstelijk graafschap binnen het Heilige Roomse Rijk, ook wel Sternstein genoemd. Het graafschap had rond 1800 een oppervlakte van 110 km².
In 1353 kocht keizer Karel IV de heerlijkheid Störnstein met de aangrenzende heerlijkheid Neustadt an der Waldnaab. Als koning van Bohemen lijfde hij ze in bij het Nieuw-Boheemse gebied.
In 1396 werden beide heerlijkheden verpand aan de familie Pflug von Rabenstein. Hierna werden ze in 1514 door verkocht aan Hendrik van Gutenstein en in 1540 aan de heren van Heideck.
De deelname van de heren van Heideck aan de Schmalkaldische Oorlog had tot gevolg de Boheemse kroon de heerlijkheden verpandde aan de heren van Lobkowitz. in 1574 werden de heerlijkheden eigendom van Lobkowitz.
Op 23 augustus 1641 werden beide heerlijkheden verenigd tot het vorstelijk graafschap Störnstein. De familie Lobkowitz vestigde zich vervolgens in Neustadt an der Waldnaab, waar ze van 1698 tot 1720 een nieuw slot lieten bouwen. Sinds 30 juni 1653 had Lobkowitz een zetel en een stem in de raad van vorsten van de Rijksdag. In 1742 werd ook een zetel in de Kreitsdag van de Beierse Kreits verworven.
Artikel 24 van de Rijnbondakte van 12 juli 1806 stelde het graafschap Sternstein onder de soevereiniteit van het koninkrijk Beieren: de mediatisering.
Op 6 november 1807 verkochten de familie Lobkowitz ook het bezit aan Beieren.

## Bezit
Störnstein, Neustadt, Waldau, Waldthurn en Schönsee

## Regenten
| regering  | naam                     | geboren   | overleden  | familie |
| --------- | ------------------------ | --------- | ---------- | ------- |
| 1641-1677 | Wenzel Frans Eusebius    | 20-1-1609 | 22-4-1677  |         |
| 1677-1715 | Ferdinand August Leopold | 7-9-1655  | 3-10-1715  | zoon    |
| 1715-1734 | Philips Hyacinth         | 25-2-1680 | 21-12-1734 | zoon    |
| 1734-1739 | Wenzel Ferdinand Karel   | 16-1-1723 | 22-1-1739  | zoon    |
| 1734-1784 | Ferdinand Philips Jozef  | 27-4-1724 | 14-1-1784  | broer   |
| 1784-1806 | Jozef Frans Maximiliaan  | 8-12-1772 | 15-12-1816 | zoon    |